# 1963年NBA选秀
1963年NBA選秀（1963 NBA draft）是國家籃球協會（NBA）的第十七次年度選秀。本次選秀分別於1963年4月30日（第1輪～第7輪）以及1963年5月7日（第8輪～第15輪）舉行，9支NBA球隊輪流從美國大學籃球業餘運動員中挑選新隊員。在每一輪選秀中，各隊按照前一賽季（1962-63賽季）的勝負成績逆序選擇。球季結束後，芝加哥西風在選秀會前遷移主場至巴爾的摩而變成巴爾的摩子彈隊。雪城國民在開季前遷移主場至費城而變成費城76人。此次選秀共選了15輪，總計選進84位球員。

## 選秀情況
來自辛辛納提大學的Tom Thacker被辛辛那提皇家以地緣選秀的方式選中，來自杜克大學的阿特·海曼在第一輪第一順位被紐約尼克選為該屆狀元。本屆的2位新秀內特·瑟蒙德與盖斯·约翰逊最終入選名人堂。瑟蒙德之後也被列入NBA50大巨星一列。瑟蒙德的成就包括7度入選明星隊、5度入選最佳防守陣容強森的成就包括4度入選最佳陣容及5度入選明星隊本屆的2位新秀，第4順位的埃迪·迈尔斯及第13順位的Jim King則至少打過一場明星賽
第48順位的雷傑·哈丁為第一位NBA高中跳級生，他曾參加過去年的選秀，而今年再度被底特律活塞隊選中，他在高中畢業後礙於當時NBA的規定，所以先到MBA中西職籃聯盟（MPBL）打球。 第55順位來自北卡羅來納大學教堂山分校的拉里·布朗被巴爾的摩子彈選中，然而，他並沒有在NBA打球。他先去業餘體育聯合會（AAU）之後再轉到當時新成立的美國籃球協會（ABA）打球，在ABA打5個球季，入選1次ABA最佳陣容及3次ABA明星隊。球員生涯結束之後轉行當教練，生涯執教過9支NBA球隊，最近的執教經驗則是夏洛特山貓。於2004年帶領底特律活塞贏得第一個總冠軍，另有其他兩次NBA總決賽的經驗，分別為2001的費城76人以及2005年的底特律活塞。於其NBA執教生涯中，他也有當過堪薩斯大學的籃球隊教練有5個球季，於1988年得過NCAA男子籃球第一級全國冠軍。同時也使他成為唯一一位同時擁有NCAA及NBA冠軍的教練。球員時期，他參加1964年夏季奧林匹克運動會同美國國家男子籃球隊奪下該屆男子籃球金牌。他之後於2004年奧運會執教美國國家隊，成為美國籃球隊第一位球員與教練都擔任過的人，但該屆奧運會美國隊只取得銅牌成績。第2順位的Rod Thorn退休後也當過教練，於1982年短暫過擔任芝加哥公牛隊的總教練。

## 圖例
| 场上位置 | G    | F    | C    |
| 位置     | 后卫 | 前锋 | 中锋 |

| ^ | 表示此球員已經入選奈史密斯籃球名人紀念堂 |
| + | 表示此球員已經入選NBA全明星赛至少一次    |
| # | 表示此球員從未在NBA例行賽或季後賽出賽過  |

## 前兩輪選秀

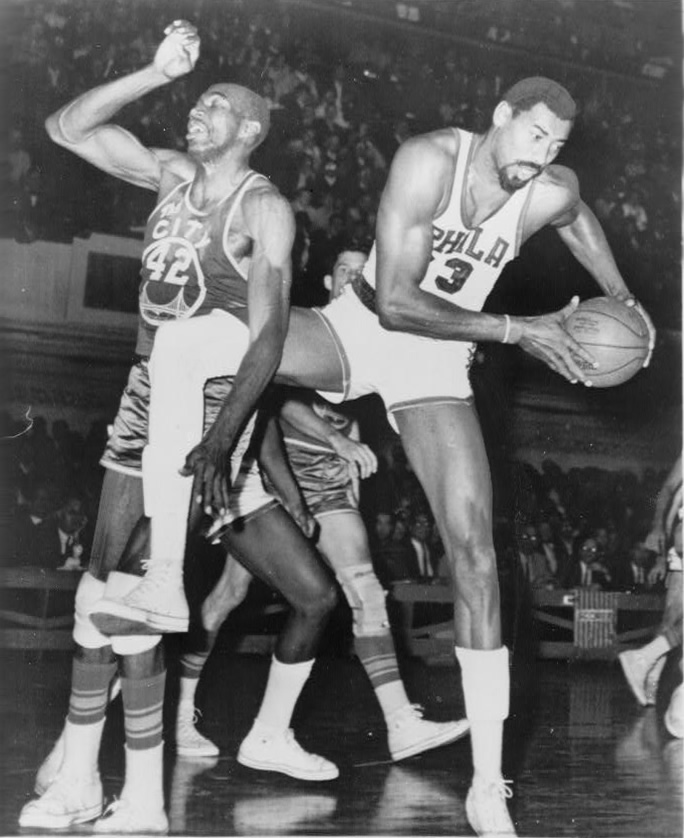
內特·瑟蒙德（左）被舊金山勇士選中。

| 轮数 | 顺位 | 球员名           | 场上位置 | 国籍 | 球队                                         | 大学/球隊          |
| ---- | ---- | ---------------- | -------- | ---- | -------------------------------------------- | ------------------ |
| T    | –    | Tom·Thacker      | G/F      | 美国 | 辛辛那提皇家                                 | 辛辛納提大學       |
| 1    | 1    | 阿特·海曼        | G/F      | 美国 | 紐約尼克                                     | 杜克大學           |
| 1    | 2    | Rod·Thorn        | G        | 美国 | 巴爾的摩子彈                                 | 西維吉尼亞大學     |
| 1    | 3    | 內特·瑟蒙德^     | F/C      | 美国 | 舊金山勇士                                   | 鮑林格林州立大學   |
| 1    | 4    | 埃迪·迈尔斯+     | G/F      | 美国 | 底特律活塞                                   | 西雅圖大學         |
| 1    | 5    | Gerry·Ward       | G        | 美国 | 聖路易老鷹                                   | 波士頓學院         |
| 1    | 6    | 湯姆·胡佛        | C        | 美国 | 雪城國民                                     | 肯頓子彈（EPBL）   |
| 1    | 7    | Roger·Strickland | F        | 美国 | 洛杉磯湖人                                   | 傑克森維爾大學     |
| 1    | 8    | Bill·Green#      | F        | 美国 | 波士頓塞爾提克                               | 科羅拉多州立大學   |
| 2    | 9    | 杰里·哈克尼斯    | G        | 美国 | 紐約尼克                                     | 芝加哥羅耀拉大學   |
| 2    | 10   | 盖斯·约翰逊^     | F/C      | 美国 | 巴爾的摩子彈                                 | 愛達荷大學         |
| 2    | 11   | 加里·希尔        | G        | 美国 | 舊金山勇士                                   | 奧克拉荷馬城市大學 |
| 2    | 12   | Jerry·Smith#     | G        | 美国 | 底特律活塞                                   | 傅爾曼大學         |
| 2    | 13   | Jim·King+        | G        | 美国 | 洛杉磯湖人 （原本為辛辛那提皇家的選秀權）[a] | 塔爾薩大學         |
| 2    | 14   | Leland·Mitchell# | G        | 美国 | 聖路易老鷹                                   | 密西西比州立大學   |
| 2    | 15   | Hershell·West#   | G        | 美国 | 雪城國民                                     | 格蘭布林州立大學   |
| 2    | 16   | 梅爾·吉勃遜      | G        | 美国 | 洛杉磯湖人                                   | 西卡羅來納大學     |
| 2    | 17   | Ken·Saylors#     | F        | 美国 | 聖路易老鷹 （原本為波士頓塞爾提克的選秀權）  | 阿肯色科技大學     |

## 其他新秀
下面列出至少在一場NBA球賽中出場的新秀球員。
| 轮数 | 顺位 | 球员名          | 场上位置 | 国籍 | 球队       | 大学                  |
| ---- | ---- | --------------- | -------- | ---- | ---------- | --------------------- |
| 3    | 24   | 杰里·格林斯潘   | F        | 美国 | 雪城國民   | 馬里蘭大學            |
| 5    | 43   | 拉里·琼斯       | G/F      | 美国 | 洛杉磯湖人 | 托雷多大學            |
| 6    | 48   | 雷杰·哈丁       | C        | 美国 | 底特律活塞 | Holland Oilers (MPBL) |
| 7    | 59   | Ken·Rohloff     | G        | 美国 | 聖路易老鷹 | 北卡羅來納州立大學    |
| 8    | 63   | 弗莱迪·克劳福德 | G/F      | 美国 | 紐約尼克   | 聖文德大學            |

## 選秀交易
- a 1962年9月14日，洛杉磯湖人隊以湯姆·霍金斯跟辛辛那提皇家交換選秀權[18]。